# Rodrick Kabwe
Rodrick Kabwe (Zambia, 1992. november 30. –) zambiai válogatott labdarúgó, jelenleg a Zanaco Lusaka játékosa.